# Mark O'Neill
Pour les articles homonymes, voir O'Neill.
 (juillet 2011).
Si vous disposez d'ouvrages ou d'articles de référence ou si vous connaissez des sites web de qualité traitant du thème abordé ici, merci de compléter l'article en donnant les références utiles à sa vérifiabilité et en les liant à la section « Notes et références ».
Mark O’Neill est un administrateur canadien né en 1963 à Toronto (Ontario). 
Il est le président-directeur général de la société d’État fédérale responsable du Musée canadien de l'histoire et du Musée canadien de la guerre depuis juin 2011. 

## Biographie
Né en 1963 à Toronto, Mark O’Neill a grandi à Ottawa (Ontario). Il a poursuivi des études à l’Université Carleton où il s’est spécialisé en sciences politiques et études canadiennes[réf. nécessaire]. 
Mark O’Neill est entré dans la fonction publique en 1986. Il a occupé, tout au long de sa carrière, divers postes de cadre supérieur dans le domaine du patrimoine canadien, notamment celui de directeur des biens culturels au ministère du Patrimoine canadien et de secrétaire de la Commission canadienne d’examen des exportations de biens culturels.
Spécialiste du milieu muséal, Mark O’Neill entre au service de la SMCC en 2001 à titre de directeur, Planification stratégique et secrétaire de la Société. Par la suite, il a exercé des responsabilités au sein de la société en qualité de vice-président, Affaires publiques et Édition, puis de directeur général du Musée canadien de la guerre, le musée d’histoire militaire du Canada.
Depuis dix ans, Mark O’Neill a entre autres contribué à faire connaître le Musée des civilisations et le Musée canadien de la guerre. Sous sa direction, le Musée de la guerre a conçu des expositions et élaboré des programmes éducatifs pour les Canadiens. L’institution muséale a ainsi plus que triplé le nombre de visiteurs qu’elle accueille, soit près d’un demi-million de visiteurs en 2010-2011.

### Vie privée
Bénévole, Mark O’Neill est membre actif du Club Kiwanis d’Ottawa. Mark O’Neill vit à Ottawa avec son épouse et ses deux enfants.